# TŽV Gredelj
45°48′20″ пн. ш. 16°03′16″ сх. д. / 45.80549° пн. ш. 16.05435° сх. д.
TŽV Gredelj (хорв. Tvornica željezničkih vozila Gredelj društvo s ograničenom odgovornošću, скорочено: TŽV Gredelj d.o.o.) — хорватське державне підприємство з виробництва рухомого складу. Назване на честь хорватського антифашиста, народного героя Янка Ґределя. 
Засноване 1894 року як головна майстерня угорських державних залізниць для поточного та капітального ремонту паровозів у тодішньому Королівстві Хорватії та Славонії, яке належало до земель угорської корони у складі двоєдиної Австро-Угорщини. Незабаром після заснування підприємство розширило свою діяльність, почавши виробляти деталі та інструменти для техобслуговування рухомого складу. Як тогочасний лідер машинобудування та технологічних розробок завод успішно згуртував навколо себе інженерів-машинобудівників, які намітили шляхи його подальшого розвитку.
Нині більшу частину своєї продукції «TŽV Gredelj» виготовляє для «Хорватських залізниць».

## Історія
Первісний завод було збудовано за 16 місяців на краю Загреба (нині у межах центру розширеного міста), на південь від спорудженого в 1890 р. головного залізничного вокзалу. Призначався він для Kraljevskih južnih željeznica (Королівських південних залізниць), що сполучали Будапешт з Адріатикою.
Неподалік було зведено житло для робітників заводу, які прибули з Угорщини та Німеччини. 1911 року завод розширили і перебудували.
Виробництво залізничних транспортних засобів розпочалося 1954 року з виробництва поштових вагонів. Пізніше підприємство виготовляло електровози, товарні вагони та засоби пересування для пасажирів.
Новий завод було зведено 1968 року в загребській місцевості Вукомерець і його метою було виробництво локомотивів.
2006 року було видано наказ про збереження частини первісного заводу. 2008 р. розпочалося будівництво нових виробничих потужностей та осучаснення наявних заводських споруд у Вукомерці. 2010 р. фірма перенесла все своє виробництво на цей новий завод площею 40000 м2 у загребській промисловій зоні Вукомерець, побудова та оснащення якого коштували 650 млн кун. Міська влада Загреба придбала землю колишнього заводу за 88,2 млн євро.
Наприкінці 2012 р. через зменшення зарубіжних замовлень у зв'язку з глобальним спадом кінця 2000-х та через велике скорочення замовлень від «Хорватських залізниць» фірма оголосила про банкрутство. Під час процедури банкрутства у грудні 2012 р. було повідомлено про зацікавленість у заводі п'ятьох підприємств: повідомлялося, що «Electro-Motive Diesel» (EMD) і «National Railway Equipment Company» зацікавилися цехами заводу, пов'язаними з виробництвом локомотивів, інвестиційна компанія «Qatari Blooming Heights LLC» обстежила завод для потенційних інвесторів із Близького Сходу, «China National Corporation For Overseas Economic Cooperation» була також нібито зацікавлена у придбанні заводу, а HŽ Putnički Prijevoz виявив зацікавлення щодо оренди частини заводу або устаткування для обслуговування свого рухомого складу.
З 2012 р. підприємство в умовах банкрутства продовжило виробництво залізничних транспортних засобів, дотримуючись чинних угод. Станом на 2012 р., компанія виробляла товарні і пасажирські вагони, тепловози та електровози, трамваї та рейкошліфувальні машини, а також комплектуючі, включаючи візки та підіймальне устаткування. Завод також виконує технічне обслуговування колійних машин.